# Thermochoria
Thermochoria é um género de libelinha da família Libellulidae.
Este género contém as seguintes espécies:
- Thermochoria equivocata
- Thermochoria jeanneli